# Auloserpusia picta
Auloserpusia picta är en insektsart som beskrevs av Willy Adolf Theodor Ramme 1929. Auloserpusia picta ingår i släktet Auloserpusia och familjen gräshoppor. Inga underarter finns listade i Catalogue of Life.